# Gornergratbahn
| Kopfbahnhof Streckenende · Kopfbahnhof Streckenanfang                                      | 0,00 | Zermatt MGB / GGB Anschluss zur MGB von Visp, Sunneggabahn | 1604 m ü. M.                 |
|                                                                                            |      |                                                            |                              |
| Abzweig geradeaus und von links                                                            |      | Verbindungsgleis zur MGB                                   | Verbindungsgleis zur MGB     |
| Abzweig geradeaus und nach links · Betriebs-/Güterbahnhof Streckenende und quer            | 0,06 | Depot                                                      | Depot                        |
| Brücke über Wasserlauf                                                                     | 0,36 | Getwing (25 m), Matter Vispa                               | Getwing (25 m), Matter Vispa |
| Abzweig geradeaus und nach links · Betriebs-/Güterbahnhof Streckenende und quer            | 0,38 | Depot-Stollen                                              | 1608 m ü. M.                 |
|                                                                                            |      |                                                            |                              |
| Haltepunkt / Haltestelle                                                                   | 0,94 | Zermatt Ferienhaus legendär ehem. Naturfreundehaus         | 1677 m ü. M.                 |
|                                                                                            |      |                                                            |                              |
| Brücke über Wasserlauf                                                                     |      | Findelbachviadukt (93 m)                                   | Findelbachviadukt (93 m)     |
| Bahnhof                                                                                    | 1,75 | Findelbach                                                 | 1770 m ü. M.                 |
| Betriebs-/Güterbahnhof Streckenanfang und quer · Abzweig geradeaus und nach rechts         |      | Ladestelle Findelbach                                      | Ladestelle Findelbach        |
| Tunnel                                                                                     |      | Gsäss (40 m)                                               | Gsäss (40 m)                 |
| Tunnel                                                                                     |      | Brändfluh (58 m)                                           | Brändfluh (58 m)             |
| Tunnel                                                                                     |      | Kühler Brunnen (19 m)                                      | Kühler Brunnen (19 m)        |
|                                                                                            |      | Landtunnel (179 m)                                         |                              |
| Strecke nach links (im Tunnel) · Haltepunkt / Haltestelle                                  | 3,25 | Landtunnel                                                 | 2061 m ü. M.                 |
|                                                                                            |      |                                                            |                              |
| Bahnhof links · Strecke von rechts                                                         | 4,03 | Riffelalp Anschluss zum Riffelalptram                      | 2210 m ü. M.                 |
|                                                                                            |      |                                                            |                              |
| Strecke von links · Strecke quer · Strecke nach rechts                                     |      |                                                            |                              |
| Strecke nach links · Dienststation / Betriebs- oder Güterbahnhof quer · Strecke von rechts | 5,10 | Riffelboden                                                | 2348 m ü. M.                 |
|                                                                                            |      | Riffelbordgalerie (770 m)                                  |                              |
|                                                                                            |      |                                                            |                              |
| Bahnhof                                                                                    | 6,47 | Riffelberg Anschluss zum Riffelberg-Express von Furi       | 2582 m ü. M.                 |
|                                                                                            |      |                                                            |                              |
| Strecke                                                                                    |      | Matterhorn                                                 | 4478 m ü. M.                 |
| Haltepunkt / Haltestelle                                                                   | 7,91 | Rotenboden                                                 | 2819 m ü. M.                 |
| Dienststation / Betriebs- oder Güterbahnhof                                                | 8,95 | Gifthüttli Gornergratsee                                   | 3009 m ü. M.                 |
| Kopfbahnhof Streckenende                                                                   | 9,34 | Gornergrat                                                 | 3089 m ü. M.                 |
|                                                                                            |      | Gornergrat                                                 | 3133 m ü. M.                 |
|                                                                                            |      |                                                            |                              |
| Quellen:                                                                                   |      |                                                            |                              |

|    |  |  |  |
| 1. |  |  |  |

Die Gornergratbahn in Zermatt ist eine elektrisch betriebene Zahnradbahn auf den Gornergrat in der Monte-Rosa-Region in der Schweiz und ist hinter der Jungfraubahn die zweithöchste Bergbahn in Europa. Der Gornergrat ist ein Ausflugsziel, das eine Rundumsicht auf Monte Rosa und Matterhorn bietet und zudem ein beliebtes Wintersportgebiet ist. Die Gornergratbahn wird von der privaten Gornergrat Bahn AG  (GGB) betrieben.

## Geschichte

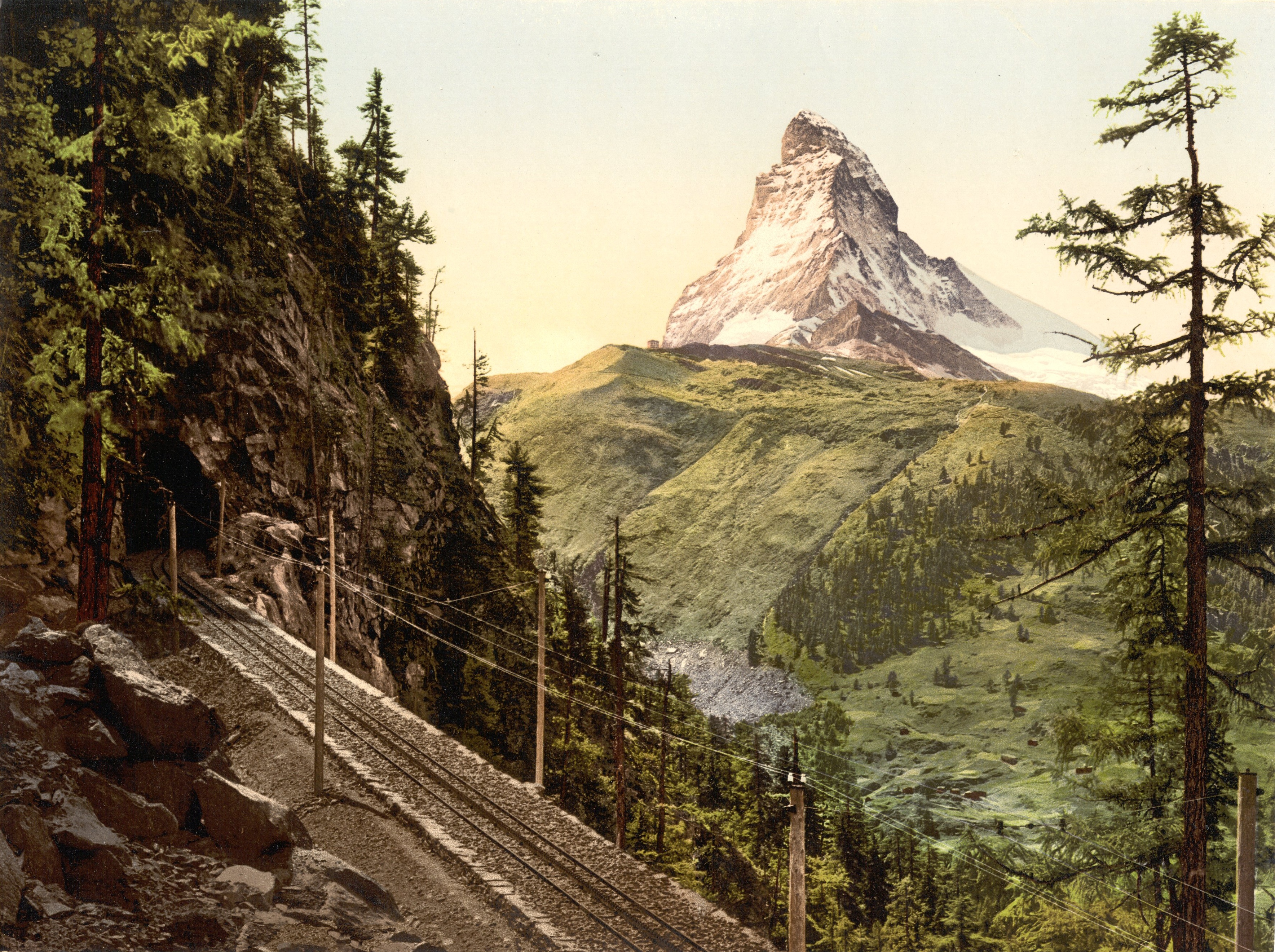
Gornergratbahn mit Matterhorn um 1900

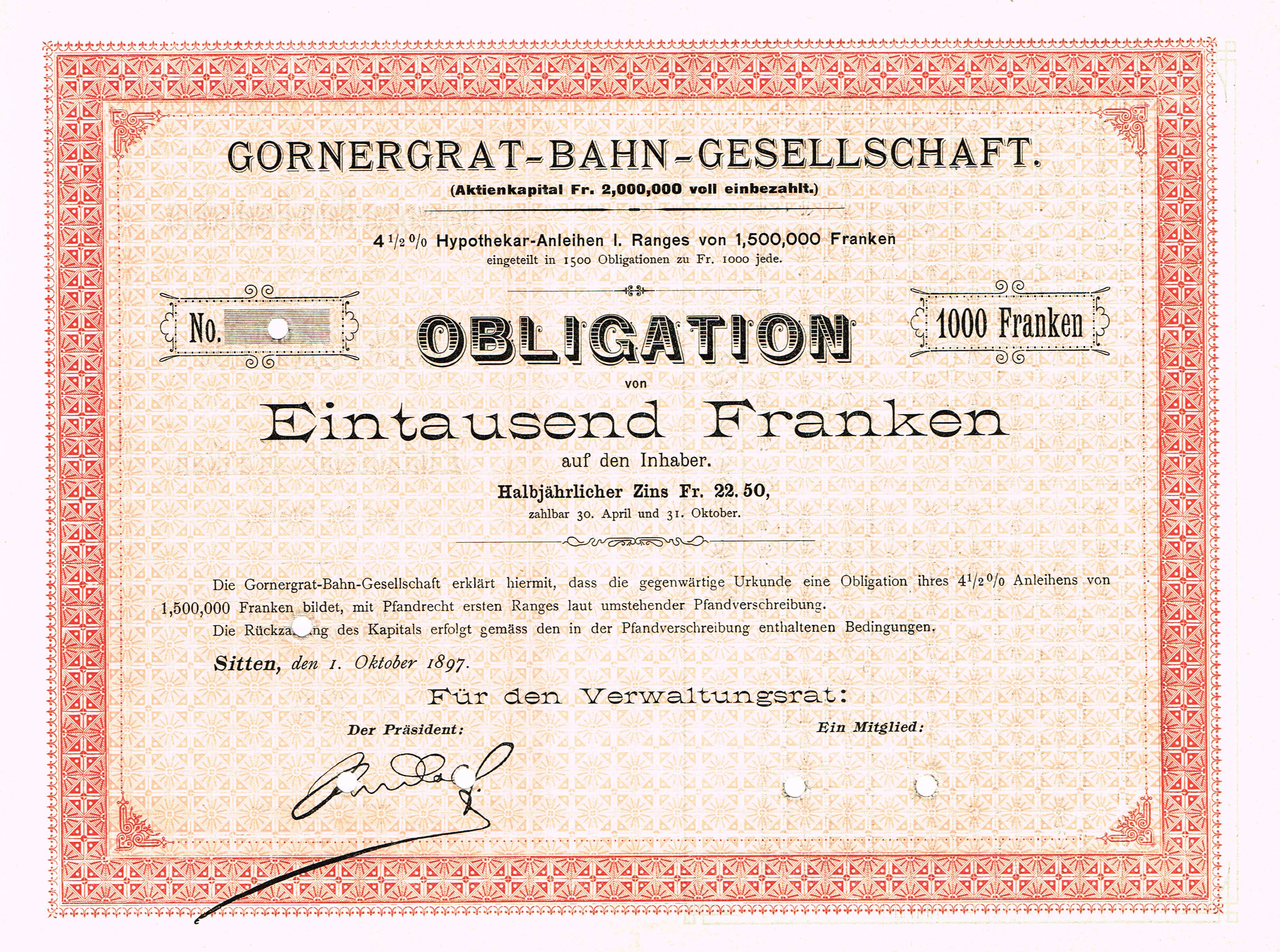
Obligation über 1000 Franken der Gornergrat-Bahn-Gesellschaft vom 1. Oktober 1897

Nach der Eröffnung der Visp-Zermatt-Bahn (VZ) im Jahre 1891 gab es Bestrebungen, eine Ausflugsbahn von Zermatt hinauf in das Monte-Rosa-Massiv zu errichten. Ursprünglich war geplant, die Brig-Visp-Zermatt-Bahn bis zum Weiler Zum See weiterzuführen und von dort eine Standseilbahn zum Schafberg und eine Zahnradbahn zur Whymperhütte am Fusse des Matterhorns zu führen (siehe Matterhornbahn). Nach Erteilung der Konzession 1892 begannen 1896 die Bauarbeiten und am 24. November 1897 wurden erste Lokomotivfahrten durchgeführt. Die offizielle Eröffnung der GGB Gornergrat-Bahn erfolgte am 20. August 1898.
Die Gornergratbahn wurde als Schmalspurbahn mit einer Spurweite von 1000 mm mit dem Zahnradsystem Abt erstellt und war von Beginn an mit Drehstrom elektrifiziert. Jedes Gleis hat deshalb zwei Fahrleitungen und die Triebfahrzeuge zwei nebeneinanderliegende Stromabnehmer. Dies ermöglichte aber einen einfachen elektrischen Aufbau im Fahrzeug, was sie zur ersten elektrisch betriebenen Zahnradbahn der Schweiz machte. Der Betriebsstrom mit einer Frequenz von 40 Hz wurde von einem Wasserkraftwerk geliefert und von 5400 V auf 550 V heruntertransformiert. 1930 wurden die Fahrzeuge auf das heute noch verwendete Drehstromsystem mit 725 V Spannung und einer Frequenz von 50 Hz umgerüstet, um den Strom direkt aus dem Landesnetz beziehen zu können.

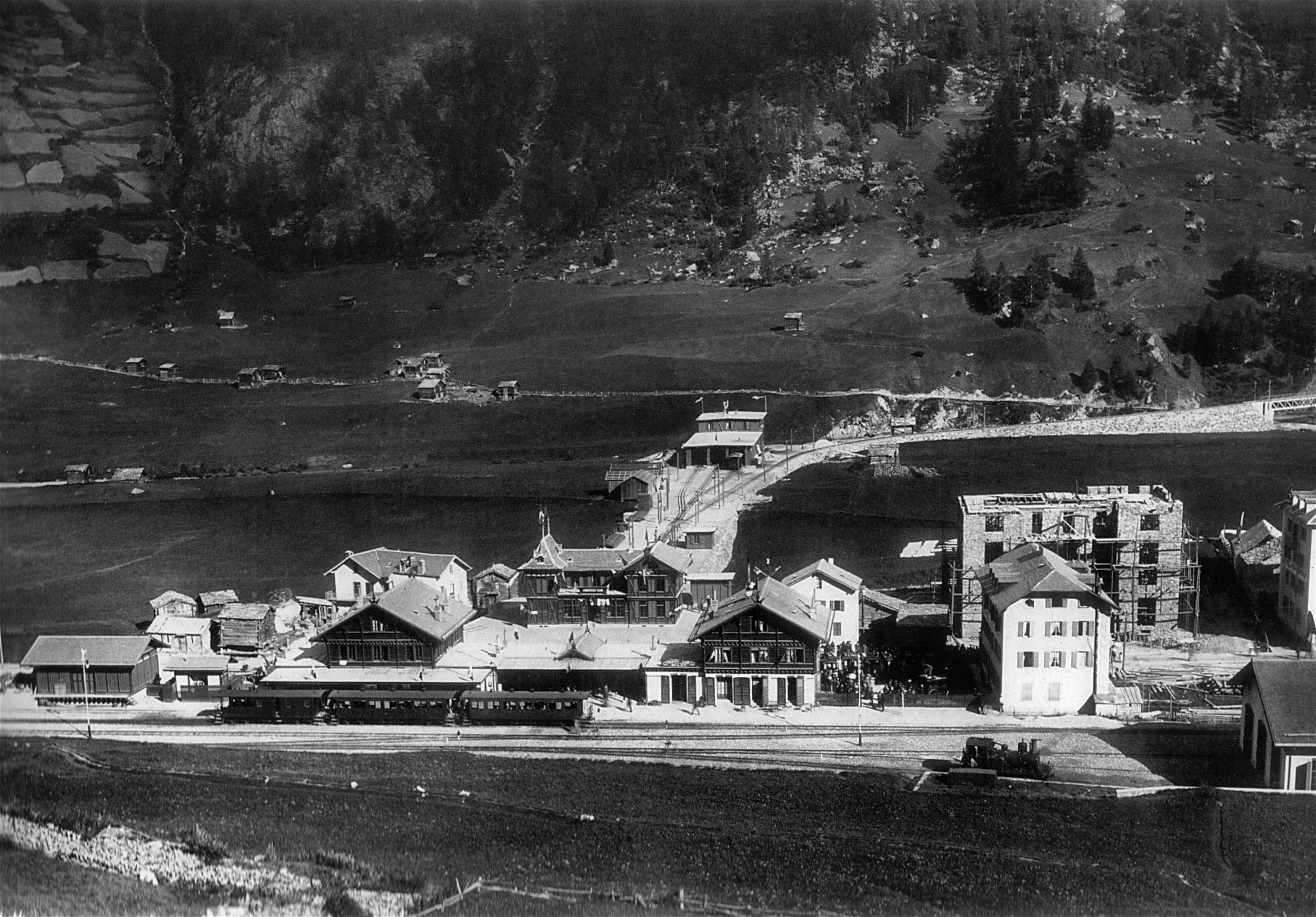
Der Bahnhof der Gornergratbahn in Zermatt (Hintergrund) um 1900

1909 wurde die Strecke auf dem Gornergrat um 310 m verlängert, um die Endstation näher an den Gipfel zu verlegen. Bis 1928 verkehrte die Gornergratbahn nur im Sommer, nun fuhren erstmals auch im Winter Züge, je nach Schneeverhältnissen bis zu den Stationen Riffelalp oder Riffelboden. Das besonders lawinengefährdete Teilstück am Riffelbord verhinderte die Fahrt bis zum Gipfel. 1939 begannen dort die Bauarbeiten für eine 770 Meter lange Lawinengalerie, die sich wegen des Zweiten Weltkriegs jedoch bis 1941 verzögerten. Seit 1942 ist der Winterbetrieb bei guten Witterungsverhältnissen nun auch bis zur Endstation Gornergrat möglich. Da die Höchstgeschwindigkeit der bisherigen Lokomotiven von 7 km/h dem steigenden Wintersportverkehr nicht mehr gerecht wurde, wurde 1947 der erste einer neuen Reihe von Triebwagen beschafft, die die Fahrzeit um die Hälfte verkürzten.
1997 wurde die Société de chemin de fer du Gornergrat (Gornergrat-Bahn-Gesellschaft) in Gornergrat-Monte Rosa-Bahnen umbenannt, um auf die auf dem Gornergrat ebenfalls vorhandenen Seilbahnen hinzuweisen. Nachdem die Seilbahnen in die Zermatt Bergbahnen AG eingebracht wurden, beschloss die Generalversammlung vom 1. April 2005, wieder den Namen Gornergrat Bahn AG anzunehmen. Im Mai 2005 erwarb die BVZ Holding – Mehrheitsaktionärin der Matterhorn-Gotthard-Bahn – 44,3 Prozent des Aktienkapitals und unterbreitete den Aktionären ein Übernahmeangebot. Daraufhin wurde im September 2005 ein Fusionsvertrag abgeschlossen und die GGB im Oktober auf eine hundertprozentige Tochtergesellschaft der BVZ Holding übertragen. Die bisherige Gornergrat Bahn AG wurde liquidiert und am 20. Oktober 2005 aus dem Handelsregister gelöscht, dafür nahm die erwähnte Tochtergesellschaft der BVZ Holding (die frühere Furka-Oberalp-Tours AG) den Namen Gornergrat Bahn AG (Gornergrat chemin de fer, Gornergrat railways) an.

## Streckenbeschreibung

### Verlauf

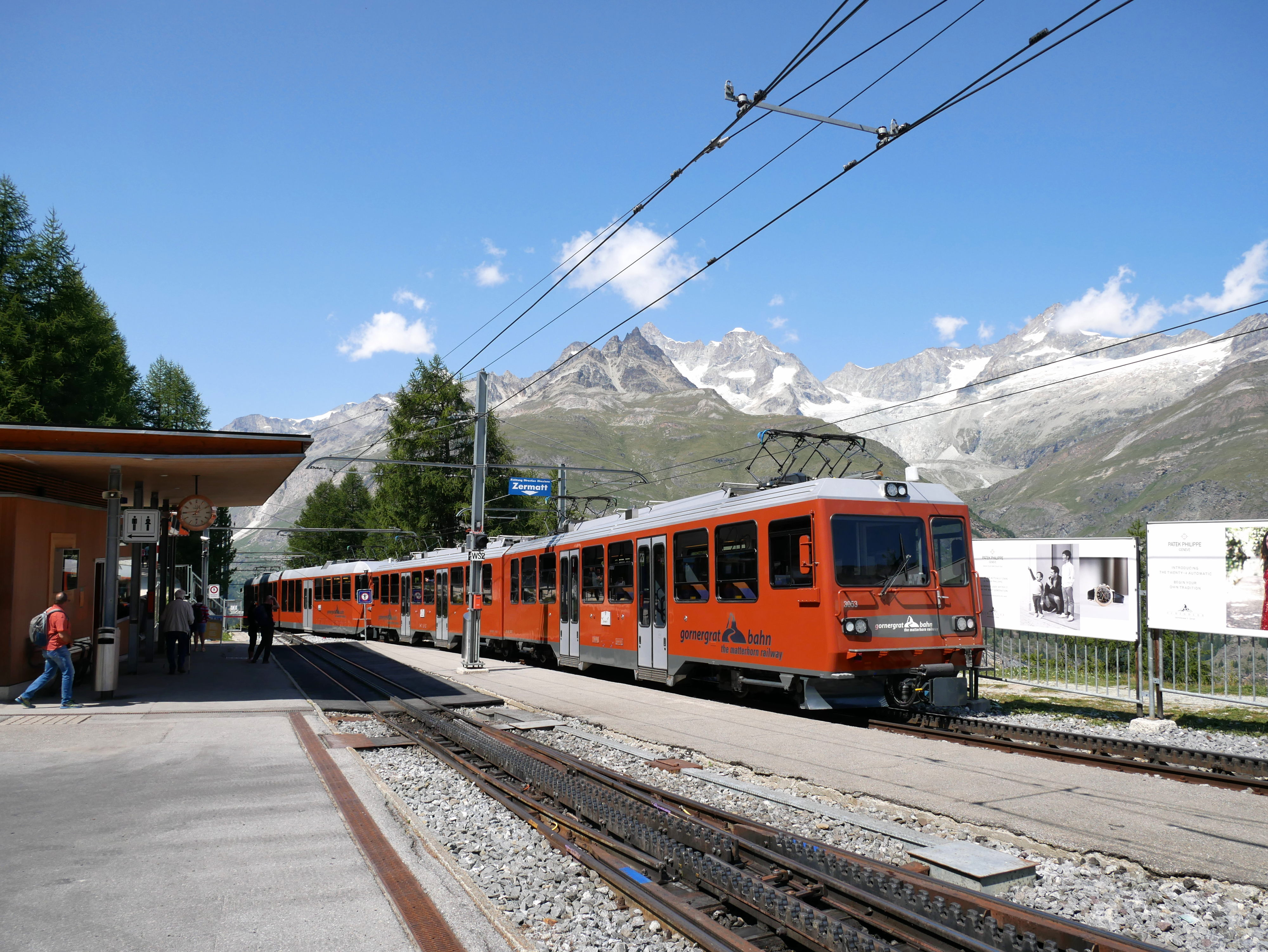
Beh 4/8 3053 in der Station Riffelalp

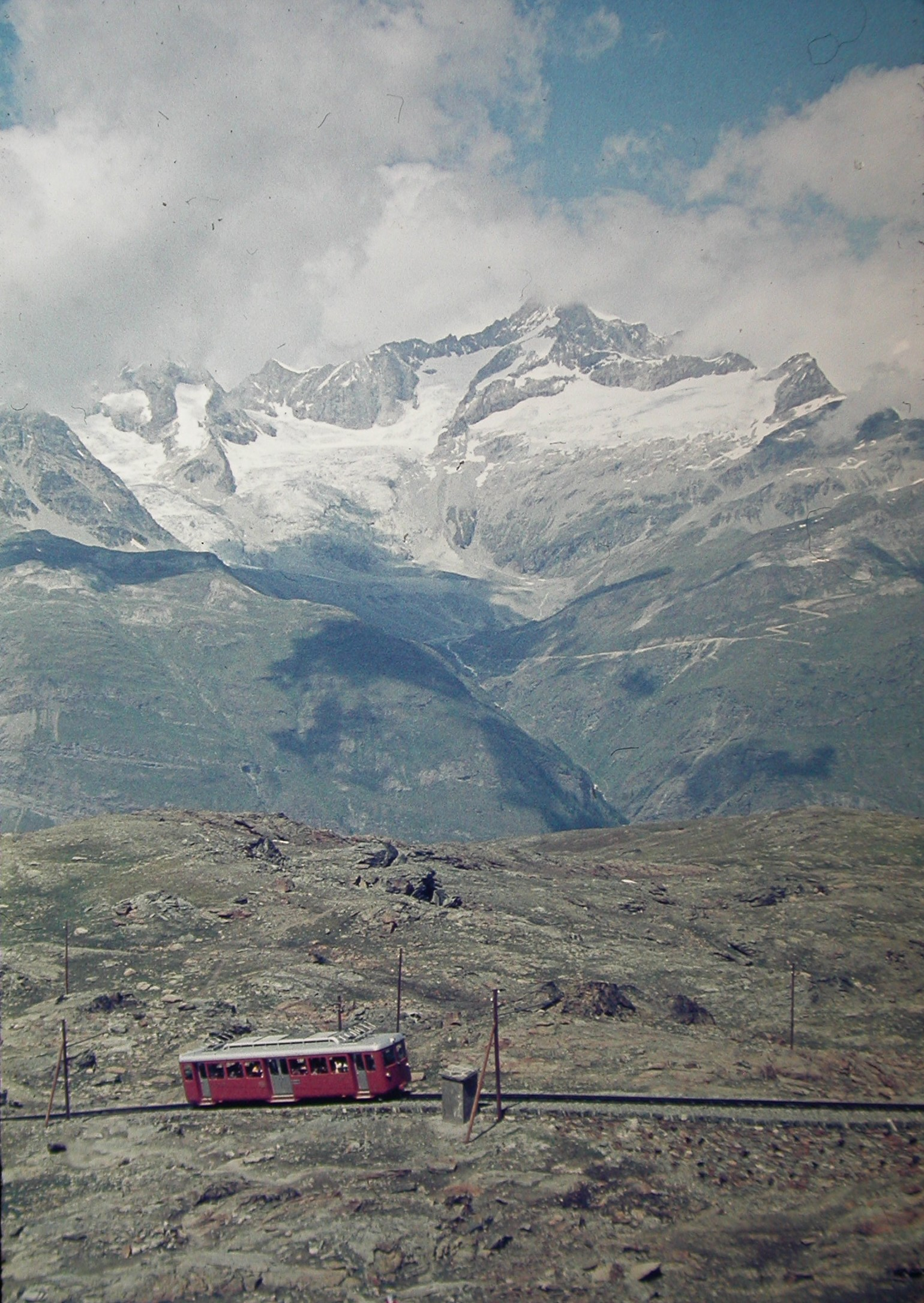
Die 1959 noch einspurige Strecke bei der Bergstation

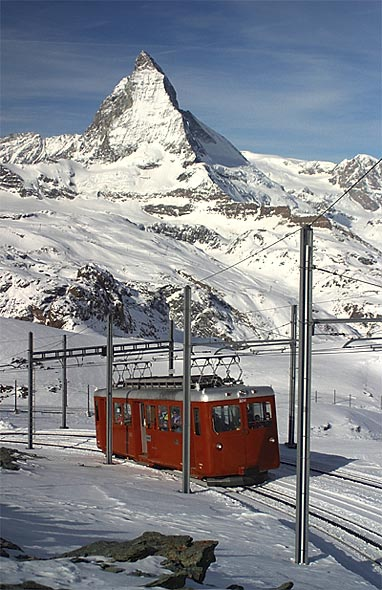
Gornergratbahn mit Matterhorn (März 2003)

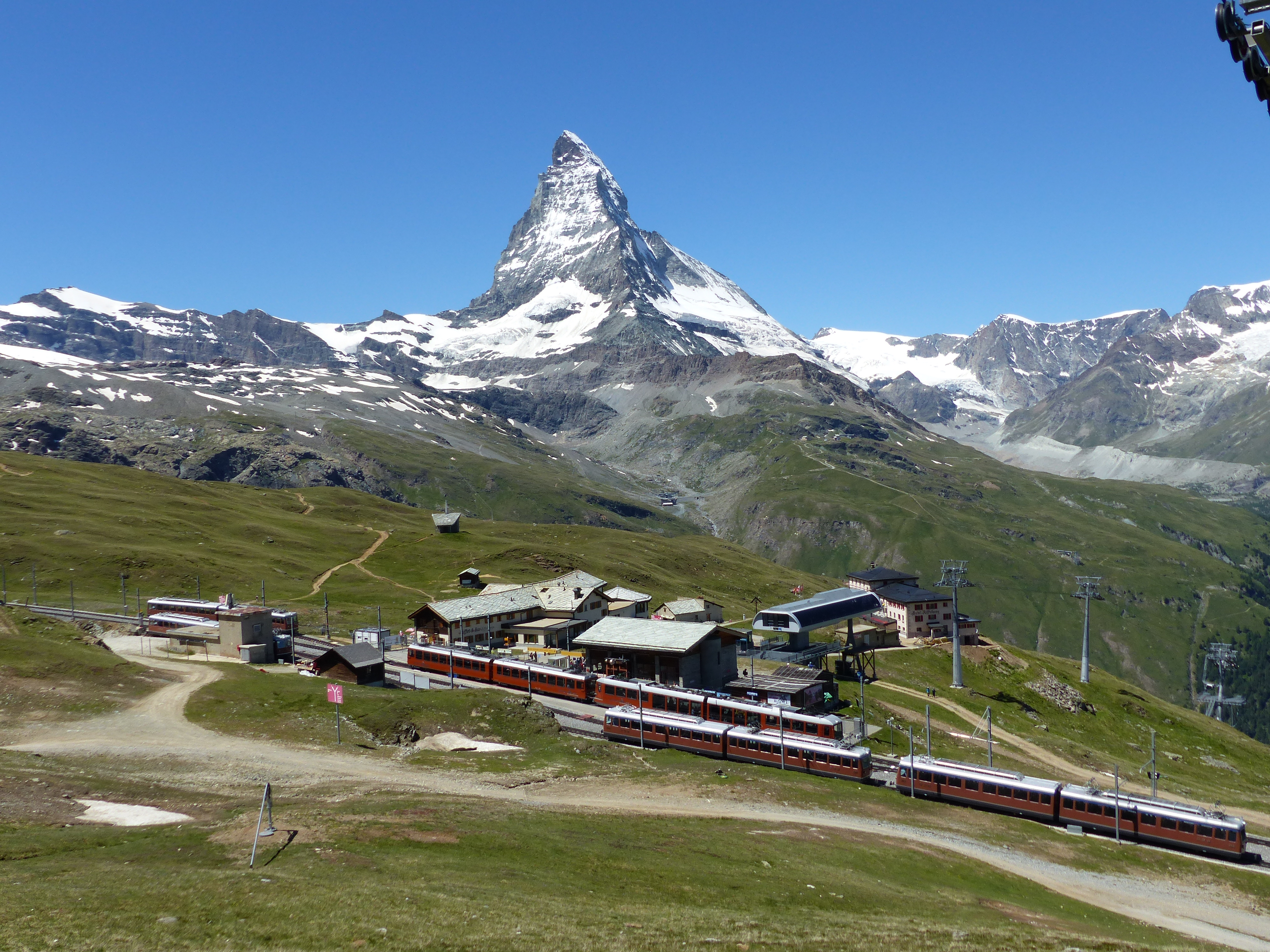
Riffelberg

Die Strecke beginnt in Zermatt neben dem Bahnhof der Matterhorn-Gotthard-Bahn auf 1604 m über Meer und führt mit einer maximalen Neigung von 200 ‰ auf einer Länge von etwa 9 km hinauf auf den Gornergrat auf 3089 m über Meer.

### Betriebsstellen
Depotstollen
Unmittelbar nach der Getwingbrücke im Dorf Zermatt führt ein Abzweig nach links in den Depotstollen. Mit 234 m Nutzlänge bietet er Abstellplatz für einen Grossteil der Züge der Gornergratbahn. Der Stollen liegt unter der Wohnbebauung im Berg.
Legendär (ehemals Naturfreundehaus)
Im Dezember 2014 wurde das jahrelang leer stehende Naturfreundehaus nach einem Umbau durch die Reka als Ferienhaus «legendär» wieder eröffnet. Dabei wurde auch die Haltestelle, die früher als Haltestelle Naturfreundehaus bekannt war, für die Gäste wieder in Betrieb genommen und gemäss einem speziellen Fahrplan bedient.
Findelbach

In Findelbach gibt es eine Ausweichstelle und zwei Gütergleise mit Umschlagseinrichtungen. 
Landtunnel

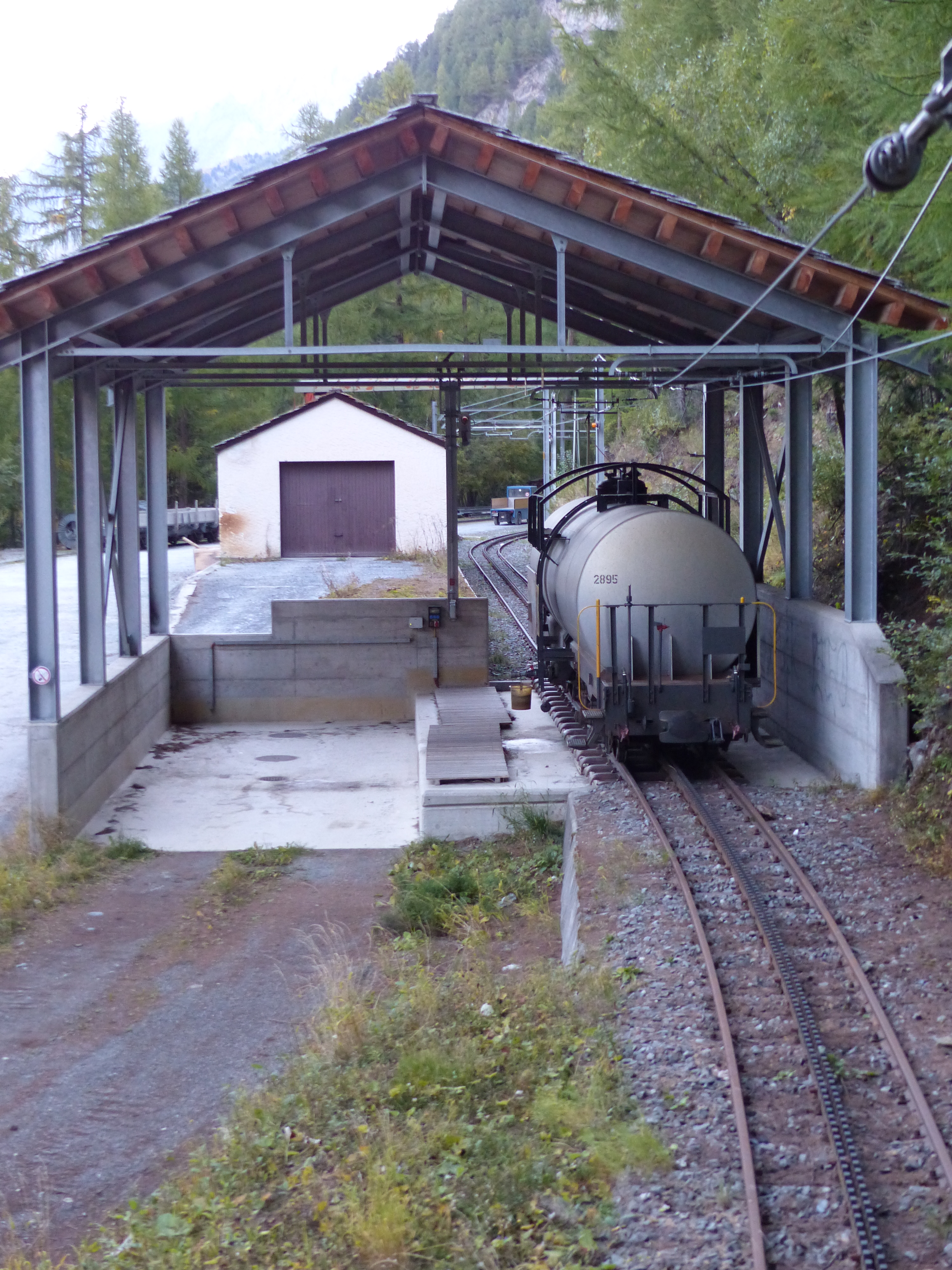
Güterbahnhof Findelbach

Der Haltepunkt Landtunnel wird nur im Winter und im Wesentlichen nur von talwärts fahrenden Zügen bedient. Er bietet die Möglichkeit einer Talfahrt, wenn eine Skiabfahrt über Furi und Winkelmatten nicht möglich ist.
Riffelalp
Die Riffelalp ist die zweite Zwischenstation der Gornergratbahn und Beginn eines Doppelspurabschnitts. Sie liegt auf 2211 m ü. M. knapp oberhalb der Waldgrenze und ist der Ausgangspunkt vieler Wanderungen nach Findeln, Gant, zum Grüensee, Riffelberg oder Gornergrat. Nahe der Station Riffelalp steht das Hotel Riffelalp, das aufgrund der gewählten Linienführung nicht direkt an die Strecke angeschlossen werden konnte. Das Hotel wurde 1899 über das knapp 500 m lange Riffelalptram (RiT) angeschlossen, eine elektrisch betriebene «Trambahn». Das Riffelalptram wurde 1961 nach dem Brand des Hotels stillgelegt. Nach der Eröffnung des neuen Hotels im Jahr 2000 wurde die RiT wieder aufgebaut und 2001 wiedereröffnet. Die Wagen erhalten nun aber den Strom nicht mehr aus einer Fahrleitung, sondern aus einem Akkumulator.
Riffelboden
Im Riffelboden endet die Doppelspur und es ist ein Gütergleis vorhanden. Die Betriebsstelle wird im Personenverkehr nicht bedient.
Riffelberg
Riffelberg ist eine weitere Zwischenstation der Gornergratbahn, auf 2582 Meter über Meer. Hier beginnen der zweite Doppelspurabschnitt bis hinauf zur Endstation sowie die Sesselbahn zum «Gifthittli». Seit Dezember 2006 ist der Riffelberg mit dem Furi (1850 m ü. M.) über eine Gondelbahn verbunden. Am Riffelberg ist das untere Ende des Zermatter «Schlittelparadieses».
Rotenboden
Rotenboden ist die letzte Station vor dem Gornergrat und der Ausgangspunkt des Weges zur Monte-Rosa-Hütte. Im Winter steht hier eines der vier Igludörfer der Schweiz. Die Sesselbahn zum «Gifthittli» führt am Rotenboden vorbei bis fast zum Gornergrat. Hier ist auch der Start des Zermatter «Schlittelparadieses».

## Rollmaterial
Die eingesetzten Fahrzeuge bieten insgesamt 3634 Sitz- und Stehplätze bei einer Transportkapazität von 2400 Personen pro Stunde.

### Energierückspeisung
Die Bahn benutzt eine umweltfreundliche Energierückspeisung mittels Rekuperationsbremsung. Bei der Bergfahrt läuft der Asynchronmotor untersynchron und treibt das Fahrzeug an, bei Talfahrt läuft er übersynchron und bremst somit das Fahrzeug. Dank dieser einfachen Traktionstechnik speist die Gornergratbahn schon seit ihrer Eröffnung im August 1898 bei Talfahrt die Energie zurück ins Netz. Auch die neuen Stromrichterfahrzeuge speisen die Energie bei Talfahrt zurück ins Netz. Die älteren Fahrzeuge schalten den Asynchron-Traktionsmotor über den Hauptschalter und Traktionsschütz direkt an das Dreiphasenwechselstromsystem 725 V / 50 Hz.

### Lokomotiven
- He 2/2 1–5, später 3001–3003 (1898, 1902, 1930)[13]
3001 ausrangiert im Jahr 2021, im Restaurant GoldenLokDown in Zermatt ausgestellt[14]
3002 ausrangiert im Jahr 2007, vom 23. Mai 2007 bis etwa 2019 im Verkehrskreisel bei Stalden VS (Killerhofbrücke) aufgestellt, seit 20. August 2023 beim Parkplatz- und Taxiservice Ante Portas in Täsch, nun mit Blattgold vergoldet[15]
3003 ausrangiert im Jahr 2021, seit 20. August 2023 auf dem Gornergrat als «Golden Spot» aufgestellt, mit Blattgold vergoldet[15]
4 ausrangiert im Jahr 1966
5 ausrangiert im Jahr 1963 nach Unfall
→ Die Maschine 3003 ist zur Erhaltung durch MGBahn-Historic vorgesehen[16]

### Personentriebwagen

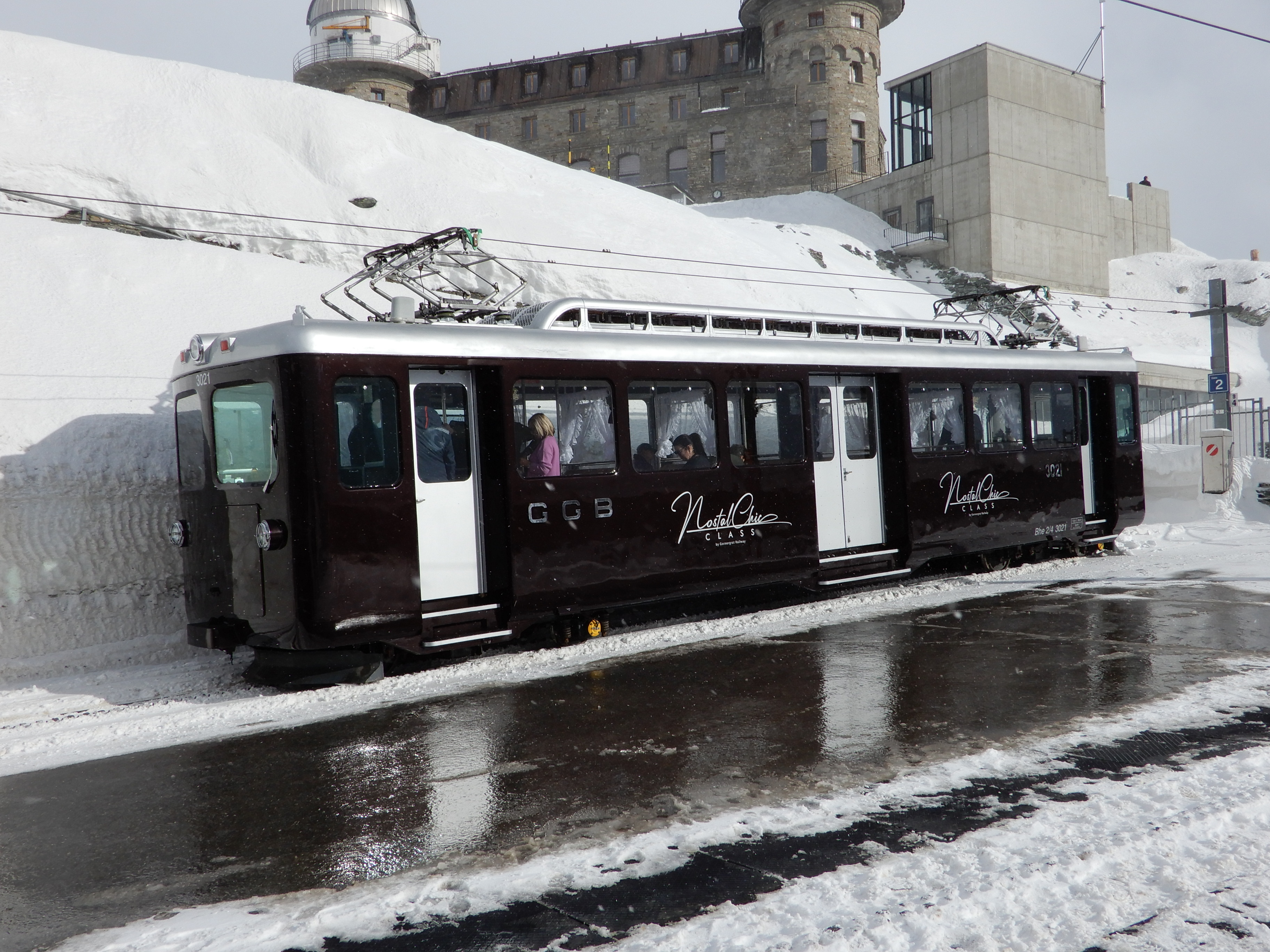
Bhe 2/4 3021 «NostalChic» auf dem Gornergrat

- Bhe 2/4 3011–3022 (1947, 1952, 1954, 1959, 1961)[17]
3011 ausrangiert im Jahr 2009
3012 ausrangiert im Jahr 2007
3013 ausrangiert im Jahr 2007
3014 ausrangiert im Jahr 2007
3015 umgebaut im Jahr 2004 in Dhe 2/4 3015
3016 ausrangiert im Jahr 2008
3017 umgebaut zum Dienstwagen mit Material zum Aufgleisen und Vorrichtung zum Besprühen der Fahrleitung (Glycerin zur Vermeidung von Eisbildung am Fahrdraht)
3018 ausrangiert im Jahr 2006
3019 ausrangiert im Jahr 2022
3020 ausrangiert im Jahr 2022
3022 ausrangiert im Jahr 2022
→ Die Triebwagen 3019–3022 wurden in den Fuhrpark von MGBahn-Historic aufgenommen.

Der Bhe 2/4 3021 wurde am 9. März 2023 auf einem Schwerlasttransporter zu Pesa nach Polen überführt, wo ein erster Teil der Totalrevision stattfindet. Der Triebwagen soll nach der Beendigung der Arbeiten nahezu im Ursprungszustand als historisches Fahrzeug zur Verfügung stehen.
Er kam Mitte August 2023 nach Zermatt zurück und wird zukünftig als Edelnostalgiefahrzeug «NostalChic» für öffentliche Extrazüge genutzt. Er kann auch für Charterfahrten gemietet werden.
- Bhe 4/8 3041–3044 (1965, 1975) 2001–2003 modernisiert und mit Vielfachsteuerung versehen
3041 ausrangiert im Jahr 2022
3042 ausrangiert im Jahr 2022
3043 ausrangiert im Jahr 2022
3044 ausrangiert im Jahr 2023
- Bhe 4/4 3061–3062 (1981)
zugehörige Steuerwagen Bt 3071–3072
im Sommerhalbjahr meist ohne Steuerwagen für die Beförderung von Güterwagen im Einsatz
- Bhe 4/8 3051–3054 (1993) 2012–2015 modernisiert und für Doppeltraktion mit Bhe 4/6 ertüchtigt
- Bhe 4/6 3081–3084 (2006)
- Bhe 4/6 3091–3095 (2022) «Polaris»

Die Beschaffung der fünf «Polaris»-Doppeltriebwagen wird auf rund 46 Millionen Franken beziffert und erlaubt die Einführung des 20-Minuten-Takts auf den Gornergrat. Der planmässige Einsatz begann im September 2022.

### Steuerwagen
- Bt 3071–3072 (1981)
passend zu Bhe 4/4 3061–3062
3071 wurde 2018 ausrangiert, Teile des Führerstands wurde in der neuen Schneeschleuder 3933 wiederverwertet.

### Güter- und Dienstfahrzeuge
- Dhe 2/4 3015 (Umbau 2004), ex Bhe 2/4 3015 (1954)
- Xhe 2/4 3017 (Umbau 2008), ex Bhe 2/4 3017 (1959)
- Kklm 3601, Kkl 3611 (Niederbordwagen)
- (die Kippwagen Fd 3784-85 gingen 2004 an die MGB, neu 2784-85)
- Hk-v 3801 (gedeckter Güterwagen, 1996 umgebaut zum Fahrleitungswagen 3911")
- Uh-v 3891 (Wassertankwagen), ausrangiert im Jahr 2022
- X 3911 (Fahrleitungsmontagewagen)
- X 3912 (Kranwagen)
- Xrote 3931 (Schneeschleuder) ausrangiert im Jahr 2018
- Xrote 3932 (Schneeschleuder)
- Xrote 3933 (Schneefräse, 2018)

## Fotos

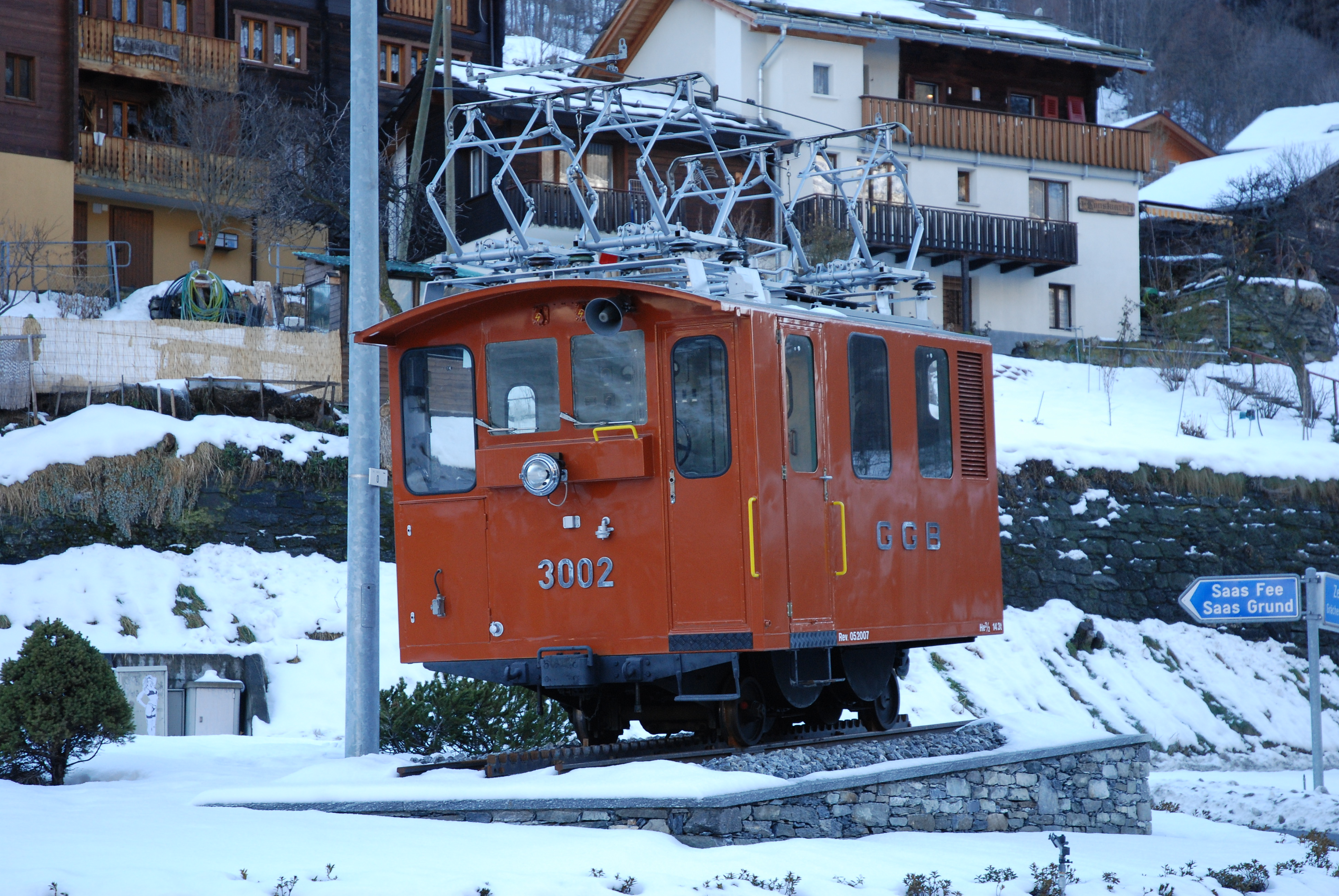
He 2/2 3002 als Kreiselschmuck in Stalden VS
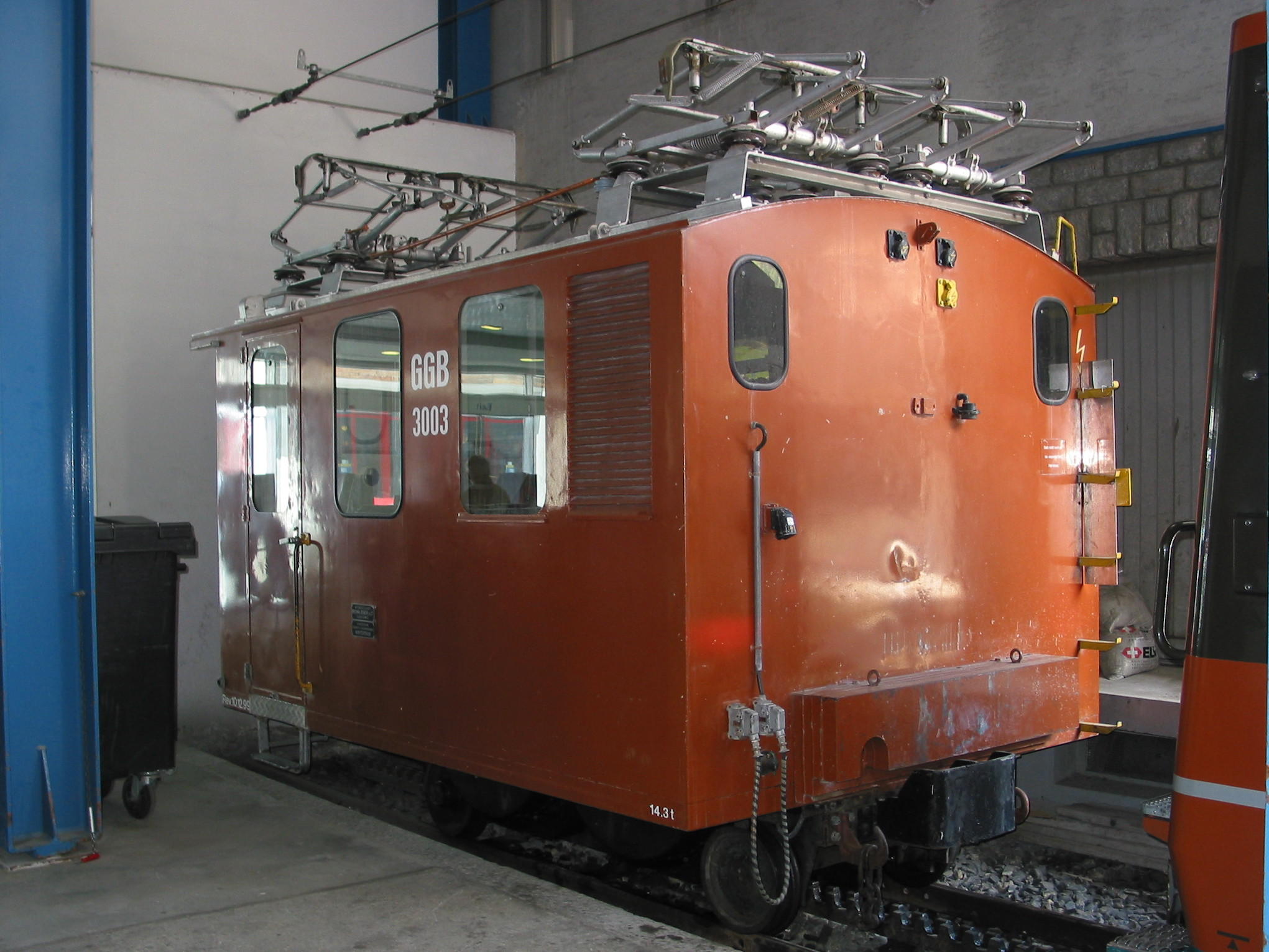
He 2/2 3003 Zermatt
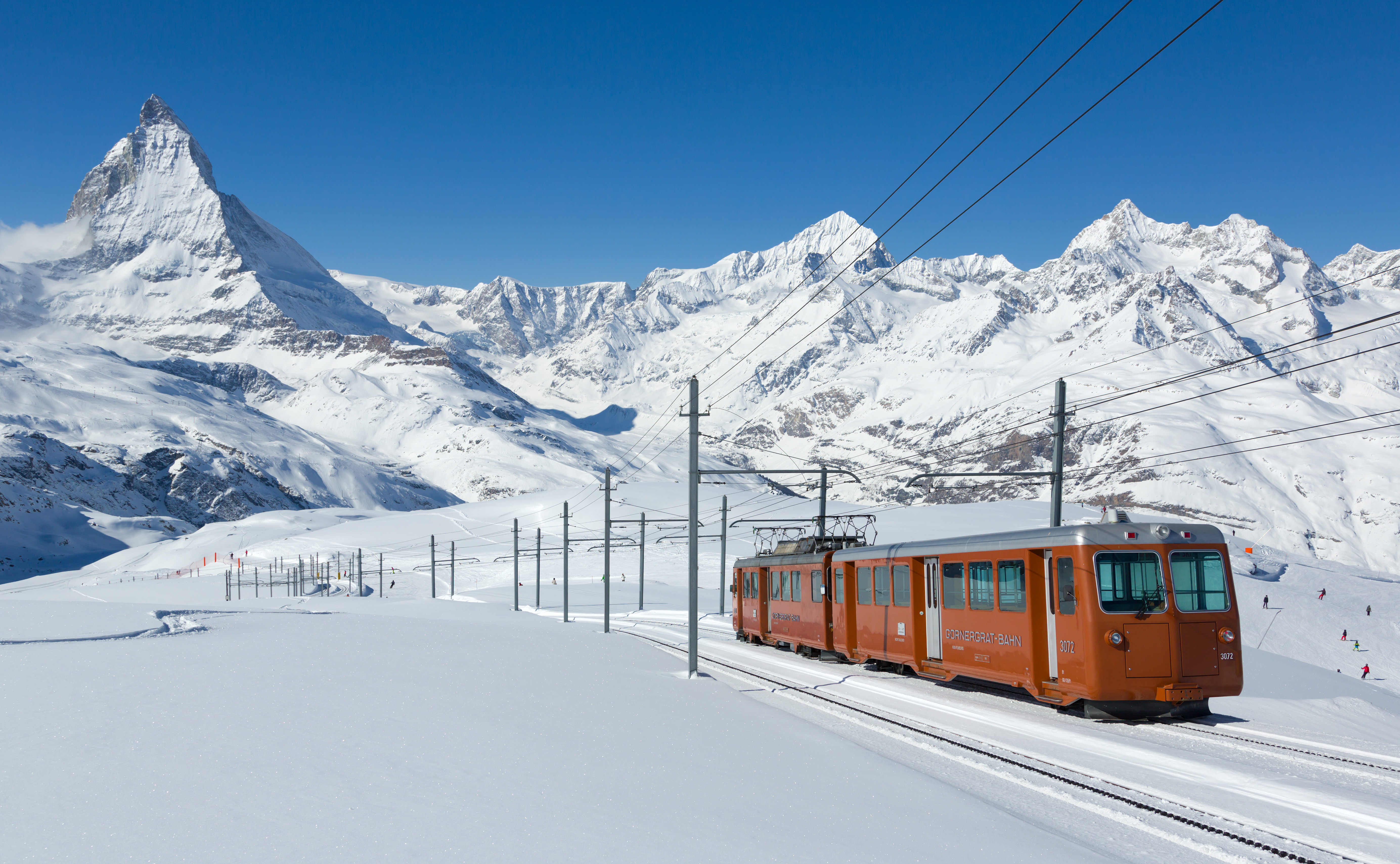
Bhe 4/4 3061 mit Steuerwagen 3072 zwischen Gornergrat und Rotenboden
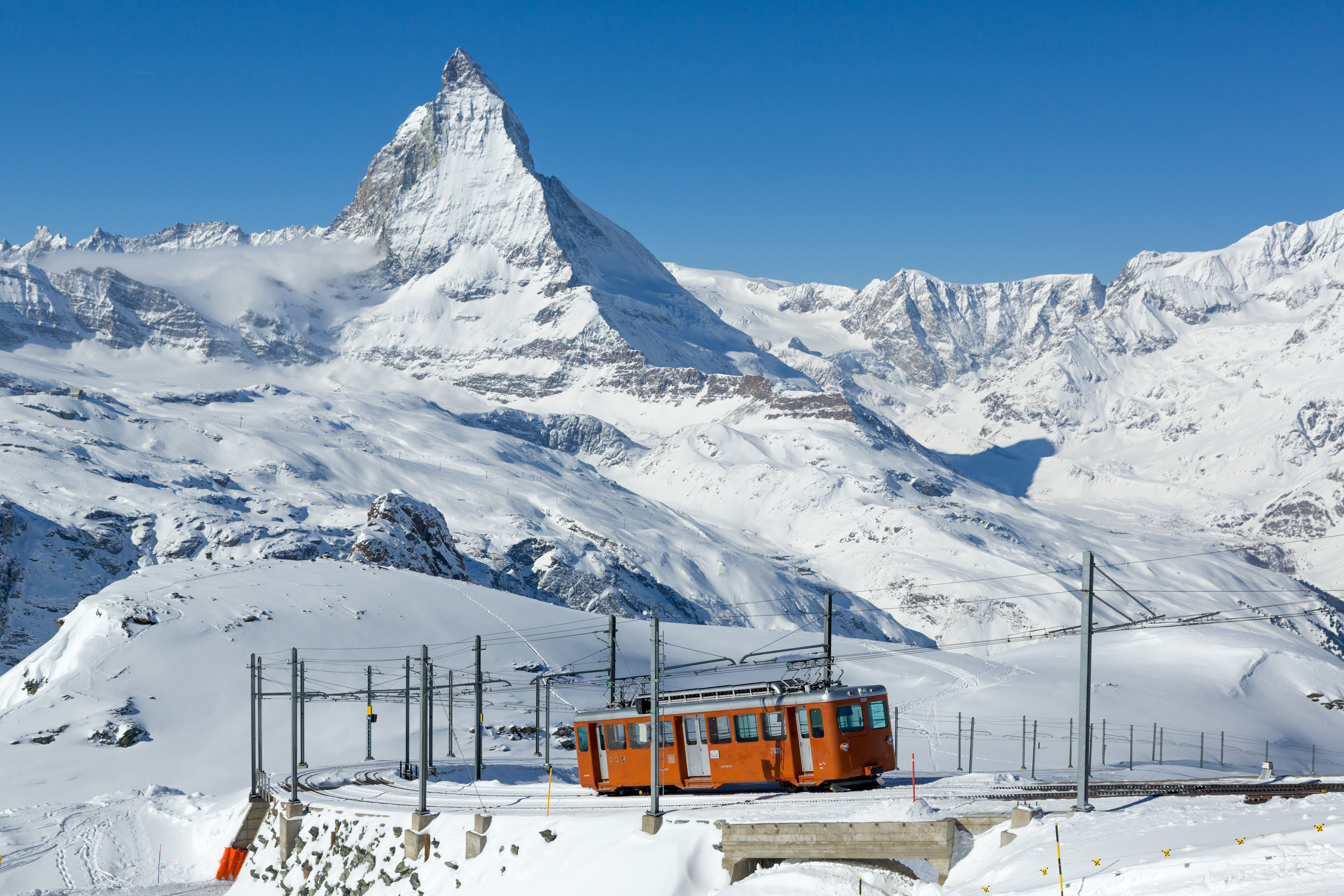
Bhe 2/4 3020 bei der Bergstation Gornergrat
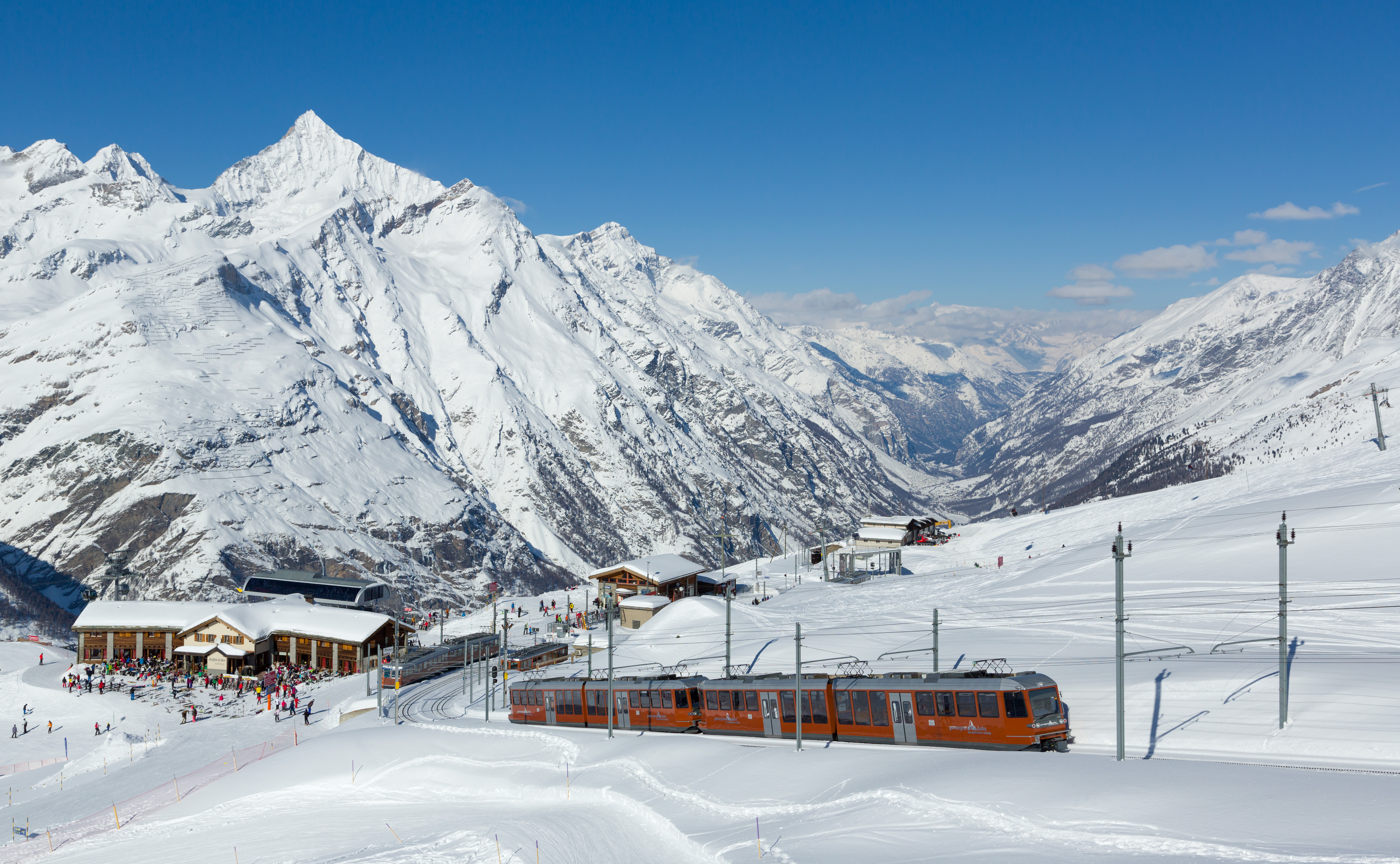
Zwei Bhe 4/6 sind talwärts unterwegs oberhalb Riffelberg
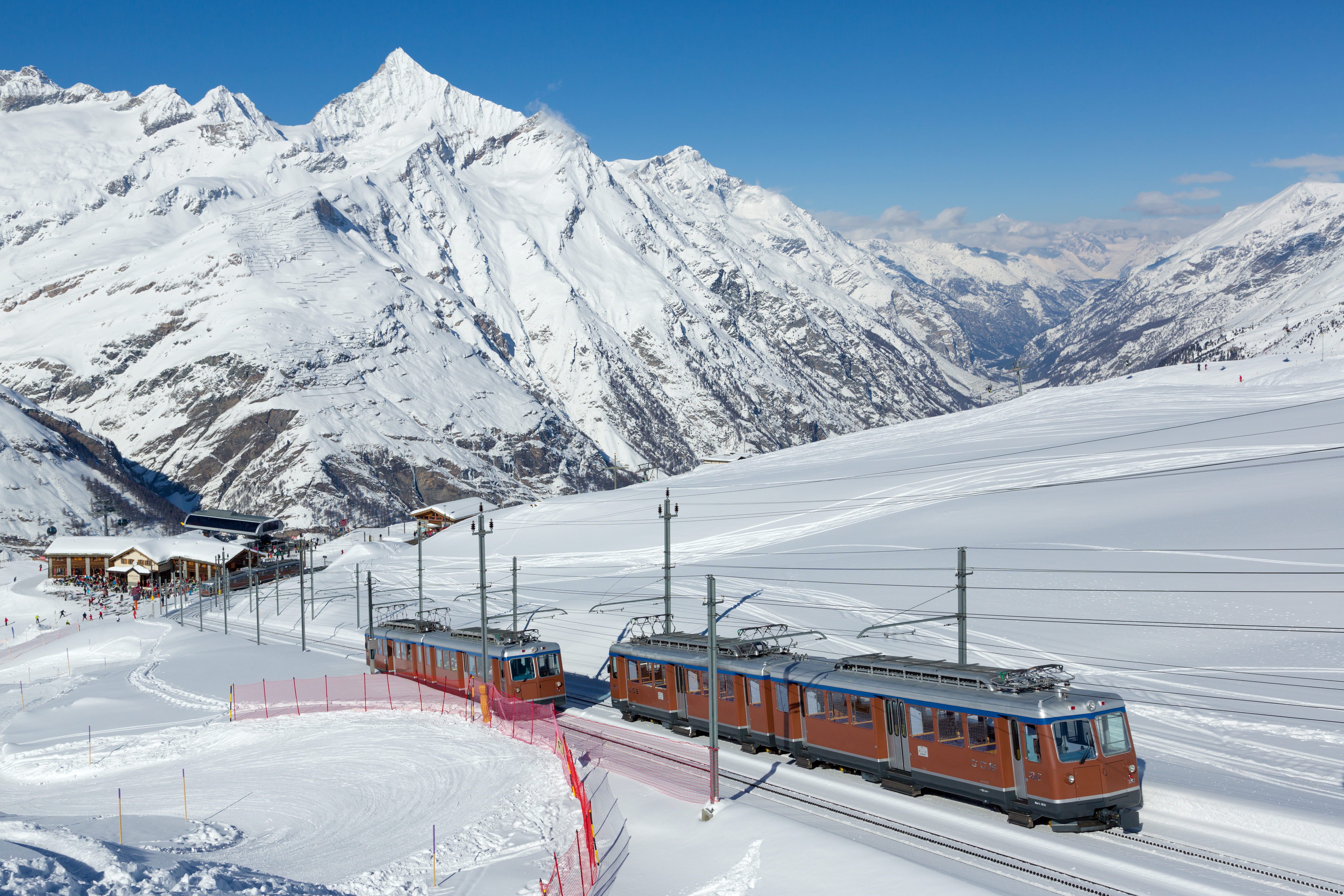
Zwei Bhe 4/8 treffen sich oberhalb Riffelberg
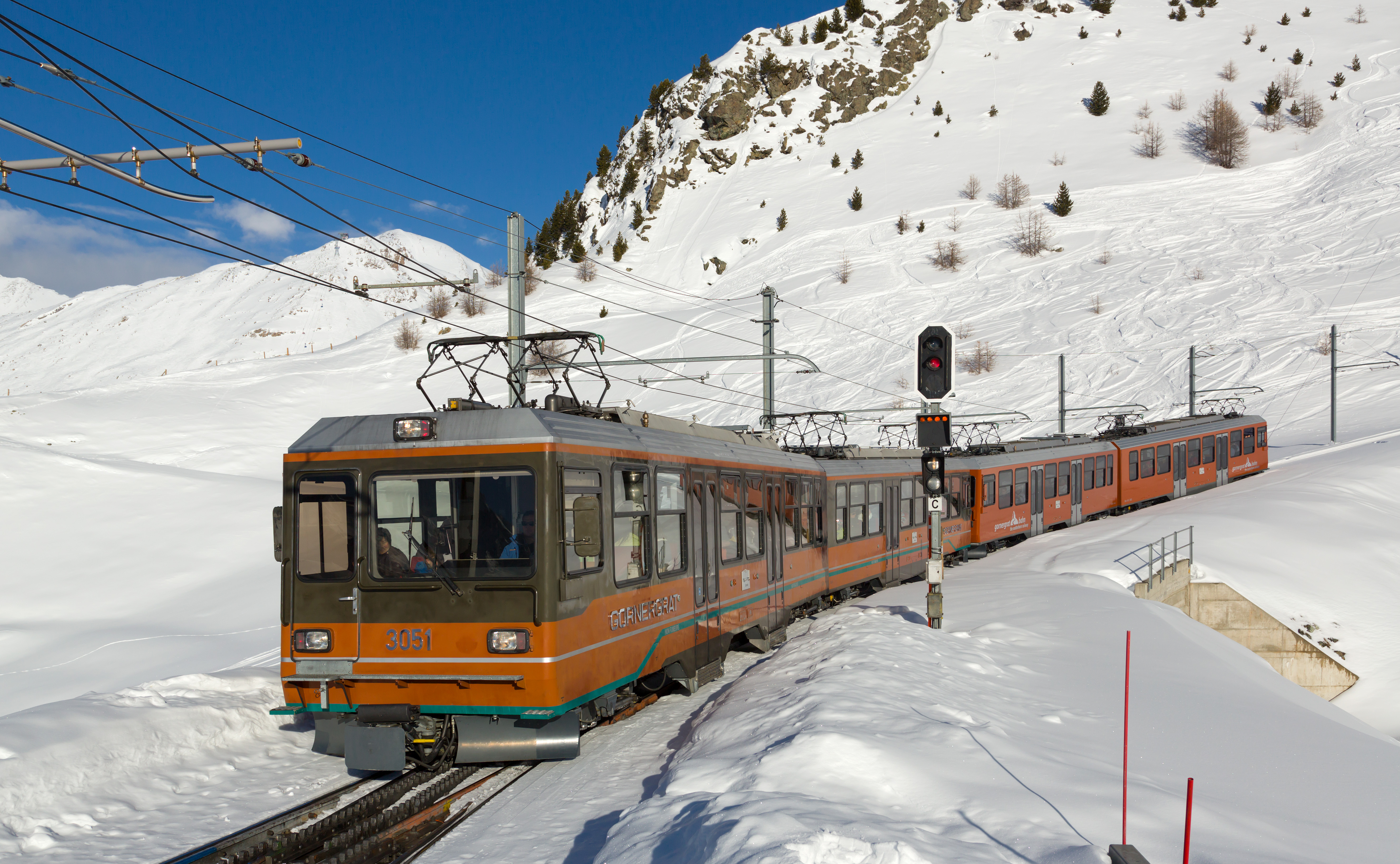
Bhe 4/8 in alter Farbgebung bei der Dienststation Riffelboden
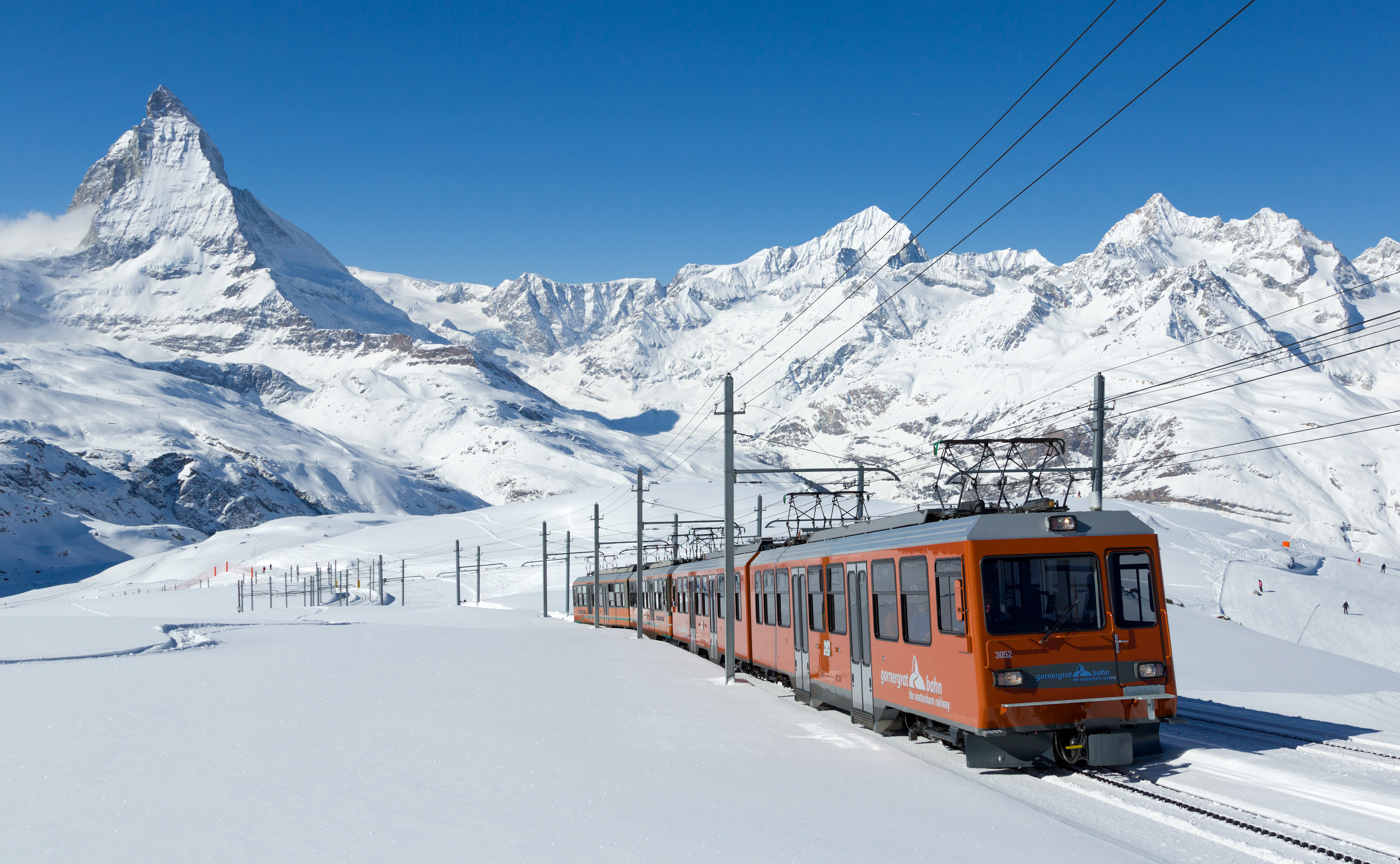
Bhe 4/8 in neuer Farbgebung zwischen Rotenboden und Gornergrat
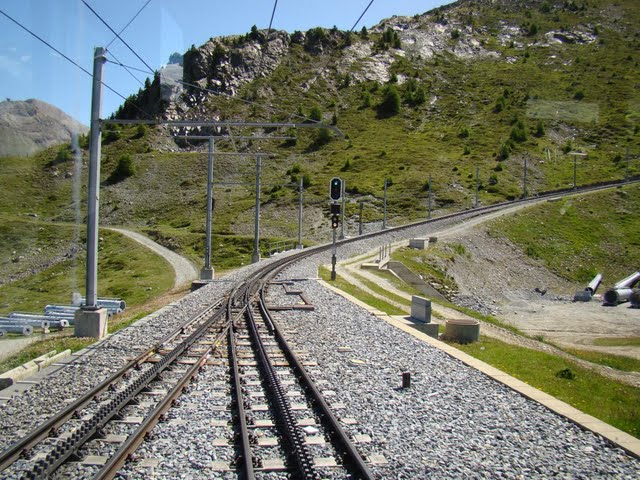
Ende der Doppelspur auf Riffelboden
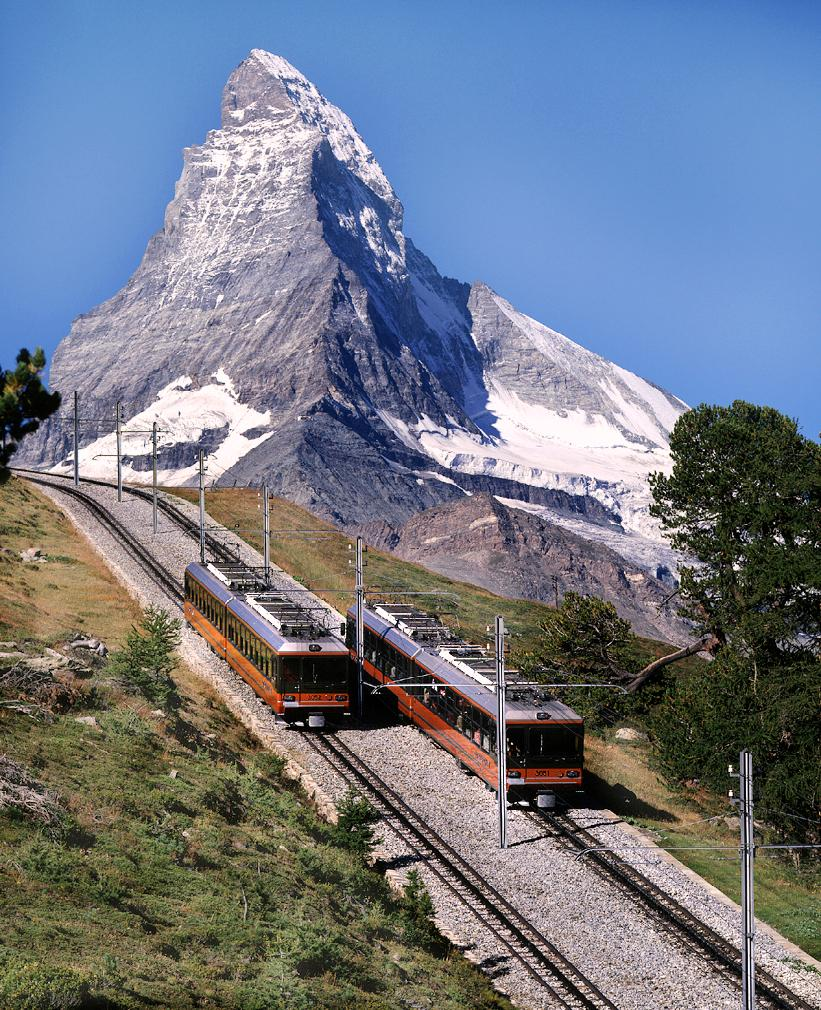
Gornergratbahn mit Matterhorn im Hintergrund
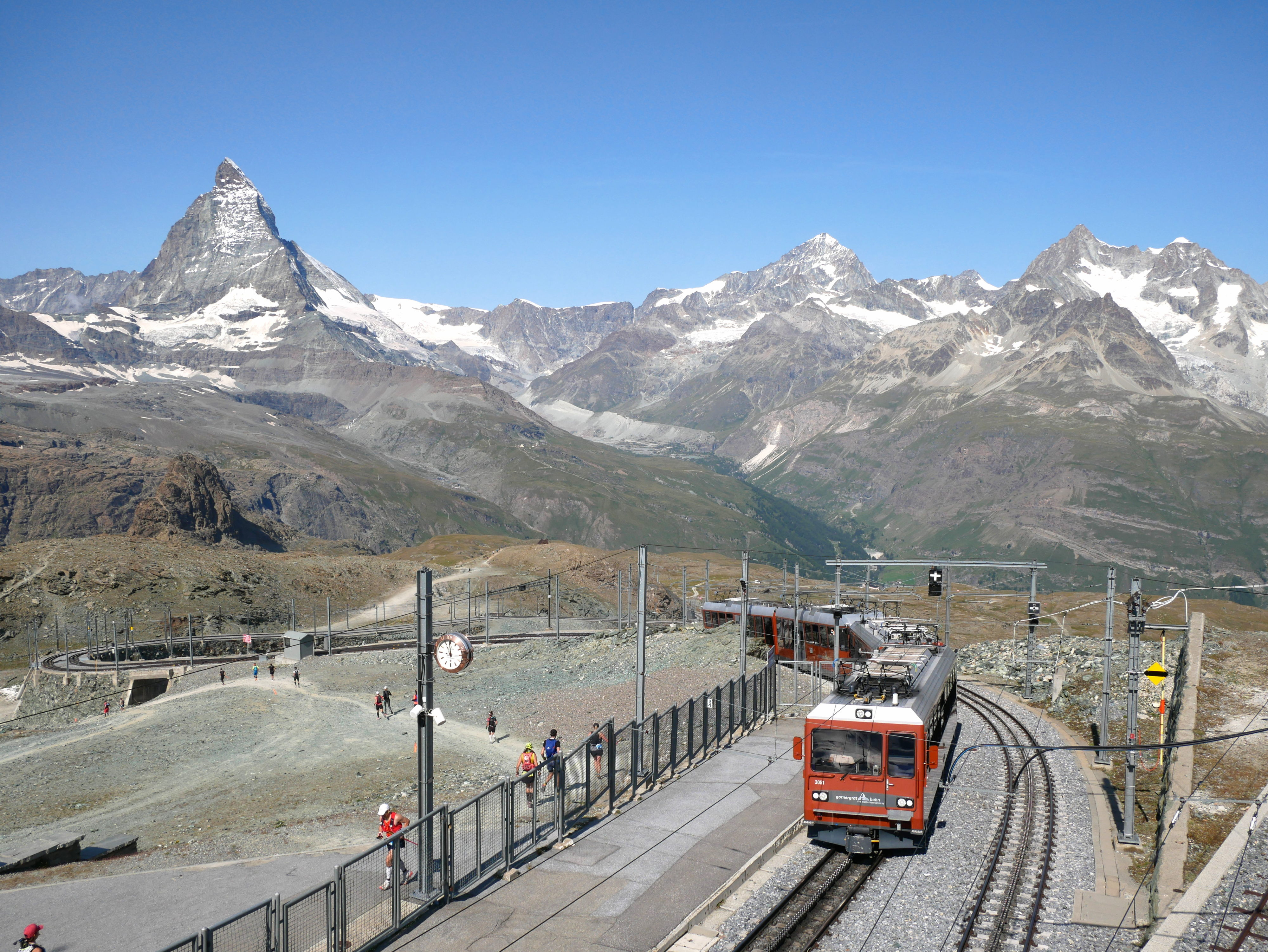
Beh 4/8 3051 bei der Einfahrt in den Bahnhof Gornergrat
Beh 4/8 3041–3044
Beh 4/8 3051–3054
- SLM-Typenblatt zu Bhe 4/8 3051–3054

## Film
- Fernsehsendung Eisenbahn-Romantik, Folge 333: Die Gornergratbahn, Südwestrundfunk, 9. Mai 1999